# Briefmarken-Jahrgang 2004 der Bundesrepublik Deutschland
Der Briefmarken-Jahrgang 2004 der Bundesrepublik Deutschland wurde vom Bundesministerium der Finanzen herausgegeben. Die Deutsche Post AG war für den Vertrieb und Verkauf zuständig. Der Jahrgang umfasste 50 einzelne Sondermarken, eine Blockausgabe mit zwei Einzelmarken, fünf selbstklebende Marken und die drei letzten Dauermarken der Serie Sehenswürdigkeiten. Der Nominalwert für die Sondermarken inklusive Zuschlag betrug 45,95 Euro.
Als Besonderheit wurde am 9. September die Marke zum 50-jährigen Bestehen des Bundessozialgerichts mit einem Prägedruck herausgegeben.

## Liste der Ausgaben und Motive
Legende
- Bild: Eine bearbeitete Abbildung der genannten Marke. Das Verhältnis der Größe der Briefmarken zueinander ist in diesem Artikel annähernd maßstabsgerecht dargestellt. Sollten keine Marken abgebildet sein, liegt es daran, dass das Urheberrecht des Künstlers noch nicht erloschen ist.
- Beschreibung: Eine Kurzbeschreibung des Motivs und/oder des Ausgabegrundes. Bei ausgegebenen Serien oder Blocks werden die zusammengehörigen Beschreibungen mit einer Markierung versehen eingerückt.
- Wert: Der Frankaturwert der einzelnen Marke in Eurocent. Ein „+“ bedeutet, dass es sich um eine Zuschlagsmarke handelt (= Frankaturwert + Spende).
- Ausgabedatum: Das Datum des erstmaligen Verkaufs dieser Briefmarke.
- Auflage: Soweit bekannt, wird hier die zum Verkauf angebotene Anzahl dieser Ausgabe angegeben.
- Entwurf: Soweit bekannt, wird hier angegeben, von wem der Entwurf dieser Marke stammt.
- Mi.-Nr.: Diese Briefmarke wird im Michel-Katalog unter der entsprechenden Nummer gelistet.

| Sondermarken – Ausgabedatum 2004, Wertangabe in Eurocent                                    | |        |              |                                 |                                  |               |
| Bild                                                                                        | Beschreibung | Wert   | Datum        | Auflage                         | Entwurf                          | Mi.-Nr.       |
|                                                                                             | 800 Jahre Landshut                                                                                                | 45     | 8. Januar    | 25.000.000                      | Fritz Lüdtke                     | 2376          |
|                                                                                             | 1200 Jahre Schleswig                                                                                              | 55     | 8. Januar    | 36.000.000                      | Ernst Kößlinger                  | 2377          |
|                                                                                             | Serie: Für den Umweltschutz - Erneuerbare Energien im Aufwind                                                     | 55+25  | 8. Januar    | 1.790.000 davon 150.000 auf ETB | Klein und Neumann                | 2378          |
|                                                                                             | Serie: Bilder aus deutschen Städten - Viktualienmarkt München selbstklebend aus Markenheftchen                    | 45     | 8. Januar    | 216.000.000                     | Grit Fiedler                     | 2379 MH 53    |
|                                                                                             | 50 Jahre Deutscher Musikrat selbstklebend aus Markenheftchen                                                      | 144    | 8. Januar    | 333.664.200                     | Peter Steiner und Regina Steiner | 2380 MH 54    |
|                                                                                             | Serie: Für den Sport - Fußball-Europameisterschaft 2004                                                           | 45+20  | 5. Februar   | 2.490.000 davon 150.000 auf ETB | Andrea Acker                     | 2382          |
|                                                                                             | - Olympische Sommerspiele in Athen                                                                                | 55+25  | 5. Februar   | 1.700.000 davon 150.000 auf ETB | Andrea Acker                     | 2383          |
|                                                                                             | - Sommer-Paralympics 2004                                                                                         | 55+25  | 5. Februar   | 1.610.000 davon 150.000 auf ETB | Andrea Acker                     | 2384          |
|                                                                                             | - 50 Jahre Wunder von Bern                                                                                        | 55+25  | 5. Februar   | 2.460.000 davon 150.000 auf ETB | Andrea Acker                     | 2385          |
|                                                                                             | - 100 Jahre FIFA                                                                                                  | 144+56 | 5. Februar   | 2.040.000 davon 150.000 auf ETB | Andrea Acker                     | 2386          |
|                                                                                             | Serie: Post! – Grußmarke                                                                                          | 55     | 5. Februar   | 27.000.000                      | Rolf Lederbogen                  | 2387          |
|                                                                                             | 1300 Jahre Arnstadt                                                                                               | 55     | 5. Februar   | 26.000.000                      | Werner Hans Schmidt              | 2388          |
|                                                                                             | 150. Geburtstage von Paul Ehrlich und Emil von Behring                                                            | 144    | 11. März     | 29.500.000                      | Ursula Maria Kahrl               | 2389          |
|                                                                                             | 100. Geburtstag von Joseph Schmidt                                                                                | 55     | 11. März     | 11.690.000                      | Jennifer Rothkopf                | 2390          |
|                                                                                             | Briefmarkenblock – Klassisches Theater - Szene aus Wilhelm Tell                                                   | 45     | 11. März     | 5.200.000                       | Barbara Dimanski                 | Block 65 2391 |
|                                                                                             | - Szene aus Faust II                                                                                              | 100    | 11. März     | 5.200.000                       | Barbara Dimanski                 | 2392          |
|                                                                                             | Serie: Bedrohte Tierarten - Weißstörche                                                                           | 55     | 7. April     | 26.500.000                      | Peter Steiner und Regina Steiner | 2393          |
|                                                                                             | Serie: Kultur- und Naturerbe der Menschheit - Bauhausstätten in Weimar und Dessau                                 | 55     | 7. April     | 18.000.000                      | Sibylle und Fritz Haase          | 2394          |
|                                                                                             | 150 Jahre elektrische Glühlampe von Heinrich Göbel                                                                | 220    | 7. April     | 15.000.000                      | Klein und Neumann                | 2395          |
|                                                                                             | 100. Geburtstag von Kurt Georg Kiesinger                                                                          | 55     | 7. April     | 14.500.000                      | Gerd Aretz, Oliver Aretz         | 2396          |
|                                                                                             | Serie: Europa - Ferien                                                                                            | 45     | 6. Mai       | 25.000.000                      | Christiane Hemmerich             | 2397          |
|                                                                                             | 300 Jahre Schloss Ludwigsburg                                                                                     | 144    | 6. Mai       | 33.000.000                      | Vera Braesecke-Kaul, Hilmar Kaul | 2398          |
|                                                                                             | 100. Geburtstag von Reinhard Schwarz-Schilling                                                                    | 55     | 6. Mai       | 14.000.000                      | Birgit Hogrefe                   | 2399          |
|                                                                                             | Erweiterung der Europäischen Union                                                                                | 55     | 6. Mai       | 22.000.000                      | Paul Effert                      | 2400          |
|                                                                                             | 1250. Todestag des Heiligen Bonifatius                                                                            | 55     | 6. Mai       | 20.000.000                      | Lutz Menze                       | 2401          |
|                                                                                             | Serie: Für die Jugend – Katzen - Katzenkinder mit Wollknäuel                                                      | 45+20  | 3. Juni      | 1.810.000 davon 150.000 auf ETB | Annegret Ehmke                   | 2402          |
|                                                                                             | - Katzenkinder mit Ball                                                                                           | 55+25  | 3. Juni      | 1.720.000 davon 150.000 auf ETB | Annegret Ehmke                   | 2403          |
|                                                                                             | - Katzenmutter mit Kind                                                                                           | 55+25  | 3. Juni      | 1.730.000 davon 150.000 auf ETB | Annegret Ehmke                   | 2404          |
|                                                                                             | - Sich putzende Katze                                                                                             | 55+25  | 3. Juni      | 1.730.000 davon 150.000 auf ETB | Annegret Ehmke                   | 2405          |
|                                                                                             | - Schlafende Katzen                                                                                               | 144+56 | 3. Juni      | 1.610.000 davon 150.000 auf ETB | Annegret Ehmke                   | 2406          |
|                                                                                             | Serie: Deutsche National- und Naturparke - Wattenmeer                                                             | 55     | 3. Juni      | 28.500.000                      | Barbara Dimanski                 | 2407          |
|                                                                                             | Deutsch-russische Jugendbegegnungen im 21. Jahrhundert Gemeinschaftsausgabe mit Russland                          | 55     | 3. Juni      | 15.000.000                      | Alexander Osolin                 | 2408          |
|                                                                                             | Serie: Leuchttürme - Greifswalder Oie                                                                             | 45     | 8. Juli      | 24.800.000                      | Johannes Graf                    | 2409          |
|                                                                                             | - Roter Sand | 55     | 8. Juli      | 26.500.000                      | Johannes Graf                    | 2410          |
|                                                                                             | 200. Geburtstag von Ludwig Feuerbach                                                                              | 144    | 8. Juli      | 21.000.000                      | Paul Effert                      | 2411          |
|                                                                                             | 75. Jahrestag des Gewinns des „Blauen Bandes“ durch das Passagierschiff Bremen                                    | 55     | 8. Juli      | 21.000.000                      | Sibylle und Fritz Haase          | 2412          |
|                                                                                             | Serie: Leuchttürme - Roter Sand selbstklebend aus Rolle                                                           | 55     | 8. Juli      | 509.543.700                     | Johannes Graf                    | 2413          |
|                                                                                             | Serie: Post! - Kameliengruß                                                                                       | 55     | 12. August   | 37.000.000                      | Antonia Graschberger             | 2414          |
|                                                                                             | 100 Jahre Gedächtniskirche Speyer                                                                                 | 55     | 12. August   | 14.500.000                      | Werner Hans Schmidt              | 2415          |
|                                                                                             | Serie: Post! - Kameliengruß selbstklebend aus Markenheftchen                                                      | 55     | 12. August   | 410.000.000                     | Antonia Graschberger             | 2416 MH 55    |
|                                                                                             | 75. Jahrestag des Gewinns des „Blauen Bandes“ durch das Passagierschiff „Bremen“ selbstklebend aus Markenheftchen | 55     | 12. August   | 625.606.800                     | Sibylle und Fritz Haase          | 2417 MH 56    |
|                                                                                             | Serie: Für uns Kinder - Buntes Gesicht aus Hand- und Fußabdrücken                                                 | 55     | 9. September | 30.000.000                      | Roman Terpitz                    | 2418          |
|                                                                                             | 200. Geburtstag von Eduard Mörike                                                                                 | 55     | 9. September | 22.000.000                      | Fritz Lüdtke                     | 2419          |
|                                                                                             | 150. Geburtstag von Engelbert Humperdinck                                                                         | 45     | 9. September | 25.000.000                      | Ernst Jünger, Lorli Jünger       | 2420          |
|                                                                                             | 100. Geburtstag von Egon Eiermann                                                                                 | 100    | 9. September | 17.000.000                      | Carsten Wolff                    | 2421          |
|                                                                                             | 50 Jahre Bundessozialgericht                                                                                      | 144    | 9. September | 20.000.000                      | Werner Hans Schmidt              | 2422          |
|                                                                                             | Serie: Für die Wohlfahrt – Wunderbare Welten: Klimazonen - Polare Zone                                            | 45+20  | 7. Oktober   | 3.810.000 davon 125.000 auf ETB | Christof Gassner                 | 2423          |
|                                                                                             | - Alpine Zone | 55+25  | 7. Oktober   | 8.180.000 davon 125.000 auf ETB | Christof Gassner                 | 2424          |
|                                                                                             | - Gemäßigte Breiten                                                                                               | 55+25  | 7. Oktober   | 7.810.000 davon 125.000 auf ETB | Christof Gassner                 | 2425          |
|                                                                                             | - Wüste | 55+25  | 7. Oktober   | 8.480.000 davon 125.000 auf ETB | Christof Gassner                 | 2426          |
|                                                                                             | - Tropen | 144+56 | 7. Oktober   | 6.460.000 davon 125.000 auf ETB | Christof Gassner                 | 2427          |
|                                                                                             | Serie: Tag der Briefmarke - Flugboot Do X                                                                         | 55     | 7. Oktober   | 19.000.000                      | Klein und Neumann                | 2428          |
|                                                                                             | Plusmarken-Serie: Weihnachten - Die Flucht nach Ägypten – Gemälde von Peter Paul Rubens                           | 45+20  | 4. November  | 2.840.000 davon 125.000 auf ETB | Ernst Jünger, Lorli Jünger       | 2429          |
|                                                                                             | - Die Anbetung der Könige – Gemälde von Peter Paul Rubens Gemeinschaftsausgabe mit Belgien                        | 55+20  | 4. November  | 5.450.000 davon 125.000 auf ETB | Ernst Jünger, Lorli Jünger       | 2430          |
|                                                                                             | Serie: Post! - Winterstimmung                                                                                     | 55     | 4. November  | 12.500.000                      | Johannes Graf                    | 2431          |
|                                                                                             | Serie: Deutsche Malerei des 20. Jahrhunderts - Das Geheimnis von Felix Nussbaum                                   | 55     | 4. November  | 11.500.000                      | Ernst Jünger, Lorli Jünger       | 2432          |
|                                                                                             | Internationale Raumstation ISS                                                                                    | 55     | 4. November  | 15.000.000                      | Ingo Wulff                       | 2433          |
| Dauermarken – Ausgabedatum 2004, Wertangabe in Euro (statt in Eurocent, siehe Sondermarken) | |        |              |                                 |                                  |               |
| Bild                                                                                        | Beschreibung | Wert   | Datum        | Auflage                         | Entwurf                          | Mi.-Nr.       |
|                                                                                             | Dauermarkenserie: Sehenswürdigkeiten - Erfurter Dom                                                               | 0,05 € | 5. Februar   | 46.030.000                      | Sibylle und Fritz Haase          | 2381          |
|                                                                                             | - Residenzschloss Arolsen                                                                                         | 0,25 € | 8. Januar    | 140.972.000                     | Sibylle und Fritz Haase          | 2374          |
|                                                                                             | - Bach-Denkmal Leipzig                                                                                            | 0,40 € | 8. Januar    | 34.524.000                      | Sibylle und Fritz Haase          | 2375          |

### Blockausgaben
Einzelmarken siehe Tabelle oben.
| Block 65: Klassisches Theater Szenen aus Wilhelm Tell und Faust II |

## Portokosten 2004
Portokosten (Auswahl) für Versand innerhalb Deutschlands. Bei Veränderung zum Vorjahr: Unterschied in [Klammern].
- 0,45 € – Postkarte
- 0,55 € – Standardbrief (bis 20 g)
- 1,00 € – Kompaktbrief (bis 50 g)
- 1,44 € – Großbrief (bis 500 g)
- 2,20 € – Maxibrief (bis 1000 g)
- 4,40 € – Maxibrief Überformat [+0,67]
- 0,40 € – Infobrief Standard (ab 50 Stück) [-0,05]
- 0,25 € – Infopost Standard (ab 4000 Stück) [0,01]
- 4,10 € – Päckchen (bis 2 kg)